# 아프라막스

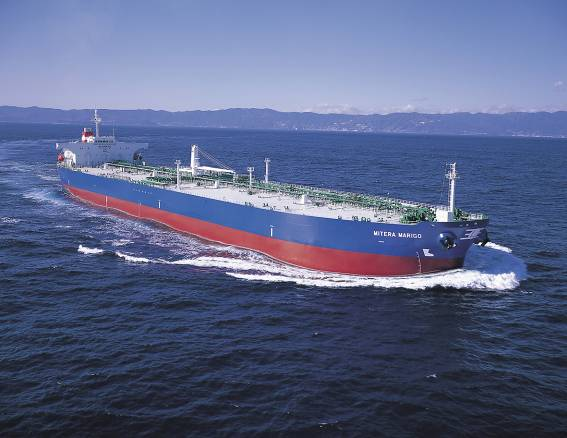
아프라막스급 유조선 Mitera Marigo

아프라막스급 선박(Aframax vessel)은 중량톤수 80,000~120,000미터톤인 유조선이다. 이 용어는 1954년 쉘 오일이 선적 계약 조건을 표준화하기 위해 만든 유조선 요금 시스템인 AFRA(Average Freight Rate Assessment)를 기반으로 한다.
유리한 크기로 인해 아프라막스급 유조선은 세계 대부분의 항구에 서비스를 제공할 수 있다. 이 선박은 초대형 원유 운반선 VLCC 및 ULCC를 수용하기 위해 매우 큰 항구나 연안 석유 터미널이 없는 지역에 서비스를 제공한다. 아프라막스급 유조선은 단거리에서 중거리 원유 운송에 최적화된 배다. 아프라막스급 유조선은 흑해, 북해, 카리브해, 남중국해와 동중국해, 지중해 유역에서 주로 사용된다.
OPEC에 속하지 않은 원유 수출국은 수출 항구와 운하가 너무 작아 더 큰 수에즈막스급 또는 초대형 원유 운반선 VLCC와 ULCC를 수용할 수 없기 때문에 이러한 유형의 선박을 사용해야 할 수 있다.

## 같이 보기
- 수에즈막스
- 파나막스